# カーリュー・リヴァー
教会上演用寓話『カーリュー・リヴァー』（Curlew River — A Parable for Church Performance） 作品71は、ベンジャミン・ブリテン作曲の教会上演用オペラ。

## 解説
この作品は、ブリテンが1956年に日本を訪れた際に鑑賞した日本の能楽作品『隅田川』を基にしている。ブリテンはこの作品に能のもつ劇的な要素ばかりでなく、演劇における能の取り扱いまでをも取り込んでいる。
脚本はウィリアム・プルーマー。彼は原作の物語をキリスト教の寓話に置き換え、舞台をイースト・アングリアのフェンズにある架空の川カーリュー川とした。この作品の動作の中心は狂女、すなわち部外者である。この部外者を主役とするテーマは、『ピーター・グライムズ』、『ビリー・バッド』、『オーウェン・ウィングレイヴ』などブリテンの劇作品の多くに見られるものである。
『カーリュー・リヴァー』はブリテンの後半生における作曲活動の方向性を定め、後の『オーウェン・ウィングレイヴ』や『ベニスに死す』、および弦楽四重奏曲第3番といった作品への道を開いた。そして、ブリテンは「教会上演用寓話」と題した『燃える炉』（1966年）、 『放蕩息子』（1968年）を作曲し、本作を含めて「三部作」とした。
本作は1964年6月13日、イングランド・サフォーク州のオーフォード教会でEnglish Opera Group（ブリテンが組織したオペラ団）によって初演が行われた。出演者はピーター・ピアーズ（狂女役）、ブライアン・ドレイク（旅人役）など。楽器演奏者の中には、パーカッショニストのジェイムズ・ブレイズが参加していた。この初演の舞台監督はコリン・グレアムであった。
物語は、能の形式に従って男性のみが演じる4名の主要人物：修道院長（バス、語り手の役割を果たす）、狂女（テノール）、渡し守（バリトン）および旅人（バリトン）によって語られる。コーラスは、8人の巡礼者（テノール3名、バリトン3名、バス2名）によって行われる。

## あらすじ
『カーリュー・リヴァー』は、他の2作の教会上演用寓話と同じく、出演者全員が行列を成して賛美歌「Te lucis ante terminum」（光の消ゆる前に）を斉唱しながら舞台へ向かい、配置につくというところから開幕する。オルガンの合図と共に、語り手の役割を務める修道院長がこれから披露される「神秘」について紹介を行う。続いてゆっくりと衣装を纏わせる儀式—荘厳な器楽伴奏が添えられる—が行われ、その後演劇が開始される。
狂女と旅人は、渡し守の舟に乗ってカーリュー川を渡ろうとしている。短い自己紹介の後、狂女は自分の探求の旅について語る：彼女は、1年前に姿を消した子供を捜しているのである。渡し守は狂女を舟に乗せることを嫌がるが、他の人々が彼女を哀れみ、彼女を舟に乗せるよう渡し守を説得する。渡し守が狂女と旅人を乗せて川を渡る途中、彼はある少年のことを話す。その少年は1年前、ブラック・マウンテンズ（ここは狂女の故郷である）の近くにある家から残酷な主人によって誘拐され、この場所にやってきた。少年は病気であり、主人によって川のほとりに置き去りにされた。少年は地元の人々に保護されたものの、やがて息を引き取った。渡し守は少年の言葉を述べる：
僕は死にかかっているのが分かる…僕をここに、この修道院へ続く道のそばに埋葬してください。そうすれば、僕の故郷からやって来た旅人がこの道を通るとき、その人達の影が僕のお墓にかかり、僕の思い出としてイチイの木を植えてくれるでしょう。
川沿いに住む人々が信じていることは、少年の墓が神聖なものであり、
…何か素晴らしい恩寵がそこにあり、体と心の病を癒す
ということである。
渡し守が物語を語るにつれ、死んだ少年が狂女の子であることが明らかになってくる。その事を知って悲嘆にくれながら、彼女は少年の墓に祈りを捧げている人々の中に加わる。全ての人々が賛美歌を歌う絶頂の時に、少年の声（ボーイソプラノ）が彼らの間に響き渡るように聞こえてくる。そして少年の霊が、母親をなぐさめるために墓石の上に姿を現す：
安心して行ってください、お母さん。死者は再び起き上がり、その祝福された日に、僕たちは天国で会えるでしょう。
この時、狂女は癒され、その狂気は消え去る。ブリテンはこの瞬間を、狂女が喜びに満ちた装飾的な「アーメン」の言葉を漏らすという形で描写し、最後を出演者全員による長く後を引く斉唱—帰還と受容のしるし—で締めくくっている。
ここで、最初と同じ衣装を纏わせる儀式の音楽が再び流され、出演者達は再び普段着を身につける。修道院長は箴言を繰り返し、聴衆に別れの挨拶を述べる。そして、出演者全員が劇の開始時と同じ単旋聖歌を口ずさみながら退場する。

## 音楽
歌手達には、平信徒の兄弟に扮した小規模な演奏家のグループが付き添う。この作品で用いられる楽器は以下の通りである：
- フルート（ピッコロを掛け持つ）
- ホルン
- ヴィオラ
- コントラバス
- ハープ
- パーカッション（5個の調律されていない小太鼓、5個の小さな鈴、1個の調律された銅鑼）
- 小型パイプオルガン

珍しいことには、この作品には指揮者がいない：その代わりに、楽器奏者たちは自分たちで音頭をとることになり、スコアには各所で音頭をとるべき楽器が記されている。指揮者をもたないことは、ブリテンに全体のテンポをとる手間を省かせることを可能にした。奏者たちはしばしば代わりに2つあるいはそれ以上の別々のグループ、別々のテンポで演奏する。これは能楽の上演における能囃子の演奏に類似したものである。これが、もう一つの独特な表記法「カーリュー・サイン」をもたらす。この表記法は、以前に分かれた奏者のグループを「再び同期化させる」ために、片方のグループに、もう片方のグループの演奏が追いつくまで「アドリブ」で曲の一部を伸ばしたり繰り返したりするよう指示する方法である。ハープのパートは琴のための音楽に強く影響を受けている。またオルガンのパートは大規模なトーン・クラスターの使用が特徴で、これは雅楽で用いられる笙に由来するものである（ブリテンは日本滞在中の1956年2月に二週間がかりでこの楽器の演奏を習った）。
『カーリュー・リヴァー』におけるブリテンの重要な作曲技術としてはヘテロフォニーがあり、これを彼は並外れた劇的演出のために用いた。この技術は作品中の楽曲全ての様相に行き渡っており、メロディの短く装飾的な結合、あるいは長く非同期的な積み重ねから引き出された響きを生み出している。冒頭の単旋聖歌「光の消ゆる前に」が、寓話全体の音楽の形態の多くを指し示していることも指摘しておくに値する。
ブリテンの他の劇作品の多くと同じく、個々の楽器が特別な登場人物を象徴するために用いられている。『カーリュー・リヴァー』においては、フルートとホルンが特にはっきりとこの目的に使われており、それぞれ狂女と渡し守を表している。小規模なオーケストラ編成であるために、ブリテンはこの作品では、『戦争レクイエム』や『夏の夜の夢』で示されているような「音の世界」や、『ねじの回転』のクイントや『ベニスに死す』のタッジオが登場する場面で起こるようなオーケストラの音質の劇的な変化などは用いていない。

## 録音
最初の商業用録音は、ブリテン自身とヴィオラ・タナードの監督によりデッカ・レコードからリリースされた (Decca SET 301)。参加した歌手は以下の通りである：
- 狂女：ピーター・ピアーズ
- 渡し守：ジョン・シャーリー＝カーク
- 修道院長：ハロルド・ブラックバーン
- 旅人：ブライアン・ドレイク
- 霊の声：ブルース・ウェッブ
- 巡礼者たち：エドマンド・ボーアン、エドガー・ボニフェイス、パトリック・ヒーリー、マイケル・ケホー、ピーター・リーミング、ウィリアム・マッキンニー、デイヴィッド・リード、ジェラルド・スターン、ロバート・タスマン

## 関連書籍
- 三浦優子『能・狂言の音楽入門』（音楽之友社、1998年 ISBN 978-4276370791）